# Pablo Cazaux
Pablo Cazaux (Avellaneda, GBA, 1967) es un escritor argentino. Publicó seis novelas y resultó ganador y finalista en varios concursos de cuentos. En 2023 resultó ganador del premio Puerto Negro, de la Universidad Andrés Bello,En 2016 resultó ganador de IX Premio Literario Tristana del ayuntamiento de Santander.

## Temas
Uno de los temas que aborda Cazaux en su obra es la cuestión de la identidad. Buscada desde todos los ángulos, la identidad se cuela en los textos en los que los personajes buscan por cualquier medio saber algo de ellos mismos. 
Por otro lado, la violencia como situación irremediable está presente en sus obras. Al respecto, la variedad temática pasa por novelas policiales, de ciencia ficción, Fantásticas y Realistas. Sin embargo, la identidad y la violencia están presentes en todos los géneros abordados.
Durante el último tiempo, publicó tres cuentos en formato digital: Una trompeta para Jack , Imposiblidades y Síntesis
Su novela Todos los muertos se parecen, resultó ganadora del premio Puerto Negro 2023 de la Universidad Andrés Bello, Chile.
Su novela Muertos a la carta, ganadora del Premio Literario Tristana, fue publicada en España por Editorial Menos Cuarto en el año 2017.
En 2019 fue editado en México "La estrategia de Penélope" por la editorial Bitácoras de vuelo, y "El cazador de nubes" por el Periódico 7 de Junio del mismo país.

## Premios
- 2023 Ganador del 1º Premio de novela negra Puerto Negro, Universidad Andrés Bello, Chile.
- 2019 Ganador del premio de novela policial negra organizado por Prosa Editores.
- 2016: ganador del 1º premio del IX Concurso Tristana de novela fantástica, Ayuntamiento de Santander.[1]
- 2016: ganador de Certamen 30° Aniversario de la publicación de It[7]
- 2014: finalista del concurso de novela negra Cosecha roja-JPM Editores, con la novela “Carver” (Finalmente editada en 2016 por esta editorial en España)[8][9][10]

- 2013: finalista del concurso de novela negra de Extremo negro, de la editorial Del Nuevo Extremo, con la novela “Demasiadas manos para un cadáver”.[9][11]

### Otras
- “Ejército de Ángeles” (novela), publicada con el apoyo del Fondo Nacional de las Artes y de la SADE.[10]

- “Milagro en el Guadalupe” (novela), publicada por Navarro Bravo Editores.[10]